# Canton d'Anglet-Nord
Le canton d'Anglet-Nord est une ancienne division administrative française, située dans le département des Pyrénées-Atlantiques et la région Aquitaine.

## Composition
Le canton est constitué par la partie nord de la commune d'Anglet, commune qu'il partage avec le canton d'Anglet-Sud.
Canton créé en 1982.

## Histoire

### Conseillers généraux de l'ancien canton d'Anglet
Canton créé en 1973 (décret du 13 juillet 1973) (division des cantons de Bayonne Nord-Est et Nord-Ouest).
| Période | Période | Identité          | Étiquette       | Qualité                                                                      |
| ------- | ------- | ----------------- | --------------- | ---------------------------------------------------------------------------- |
| 1973    | 1982    | Victor Mendiboure | CD puis UDF-CDS | Maraîcher Maire d'Anglet (1971-1993) Elu en 1982 dans le Canton d'Anglet-Sud |

## Liste des conseillers généraux successifs: canton d'Anglet-Nord
Canton créé en 1982 (décret du 27 janvier 1982, dédoublement du canton d'Anglet)
| Période   | Identité                       | Parti   | Qualité |
| --------- | ------------------------------ | ------- | --- |
| 1982-1998 | André Graciannette (1924-2017) | UDF-CDS | Professeur agrégé au lycée de Bayonne, Conseiller municipal d'Anglet                                          |
| 1998-2011 | Jean Espilondo                 | PS      | Fonctionnaire des Impôts Suppléant de Nicole Péry (1997-1998) - Député (1998-2002) Maire d'Anglet (2008-2014) |
| 2011-2015 | Claude Olive                   | UMP     | Fonctionnaire, Maire d'Anglet depuis 2014                                                                     |

## Démographie
| 1982 | 1990   | 1999   | 2006   | 2011   | 2012   |
| ---- | ------ | ------ | ------ | ------ | ------ |
| -    | 14 748 | 15 811 | 15 885 | 15 931 | 15 638 |